# Stefanina Moro
Stefanina Moro (Gènova, 14 novembre 1927-Asti, 9 d'octubre de 1944) va ser una jove partisana italiana capturada durant l'ocupació d'Itàlia per les forces de l'Alemanya nazi. Va morir a conseqüència de les tortures als setze anys.

## Biografia
Nascuda a Gènova, va viure al districte de Quezzi, a la part muntanyosa de la ciutat. El 1944, durant la Campanya d'Itàlia (Segona Guerra Mundial), es va unir a la resistència i va exercir com staffetta, enllaç responsable de mantenir les comunicacions entre els diferents grups de partisans. El 1944, encara adolescent, va ser arrestada per les forces de la Wehrmacht. Va ser portada, primer a la Casa del Fascio de Cornigliano, i després a la Casa dello Studente, un antic edifici universitari al Corso Gastaldi, ocupat pels nazis i convertit en presó. Allí, va ser torturada sota el comandament de Friedrich Engel (Oficial de les SS) qui arribaria a ser conegut com el «Botxí de Gènova». La van deixar malferida però no van aconseguir fer-la parlar. Traslladada a l'hospital d'Asti, va morir el 9 d'octubre a conseqüència de les tortures.

## Llegat
El seu nom va ser inscrit al monument dedicat als caiguts de Quezzi que van morir lluitant contra l'ocupació nazi; la dedicatòria diu: «Non caddero invano ma per la libertà. Il Comitato di liberazione Nazionale Liguria agli eroici caduti del rione di Quezzi». («No van caure en va sinó per la llibertat. El Comitè d'Alliberament Nacional de Ligúria als heroics caiguts del districte de Quezzi»). A més, la ciutat de Gènova li va dedicar un carrer: Via Stefanina Moro, amb una placa que diu «Via Stefanina Moro - Caduta per la libertà (Caiguda per la llibertat) - 1927 – 9/10/1944».
A l'abril de 2020, amb motiu del 75è aniversari de l'Alliberament d'Itàlia, Sandra Zampa, sotssecretària del Ministeri de Salut del govern de Giuseppe Conte, va pronunciar un discurs en honor a les dones de la Resistència, recordant Stefanina Moro juntament amb altres partisanes emblemàtiques com ara Nilde Iotti o Irma Bandiera.